# Vladimír Říha
Vladimír Říha (* 17. března 1949 Praha) je český lékař a politik, počátkem 21. století poslanec Poslanecké sněmovny za KDU-ČSL.

## Životopis
Profesně působil jako dětský lékař, anesteziolog a zdravotnický manažer. Od roku 1980 je jeho manželkou Lýdia Říhová, původem z Prešova. Vyrůstal v Praze-Karlíně. Roku 1973 absolvoval Fakultu dětského lékařství Univerzity Karlovy. Poté pracoval jako pediatr v nemocnici v Roudnici nad Labem, odkud po třech letech přešel do Fakultní nemocnice v Motole, kde s výjimkou období šesti let působil do roku 1993. Následujících pět let působil v pražské komunální politice. V roce 1998 opětovně nastoupil do FN Motol, kde se v roce 1999 stal náměstkem ředitele. Od roku 2006 pracoval jako zástupce náměstka ředitele FN Motol. Od roku 2010 byl tamtéž vedoucím odboru evropských fondů. Později nastoupil do oddělení nemocničního ombudsmana.
V roce 1993 se stal náměstkem primátora hlavního města Prahy. V komunálních volbách roku 1994 a komunálních volbách roku 1998 byl za KDU-ČSL zvolen do zastupitelstva hlavního města Praha. Profesně se uvádí k roku 1998 jako náměstek primátora. Neúspěšně sem kandidoval v komunálních volbách roku 2006 a komunálních volbách roku 2010. K roku 2006 byl uváděn coby zástupce náměstka ředitele FN Motol a v roce 2010 jako vedoucí odboru fondu FN Motol.
V komunálních volbách 1998, 2006, 2010 a 2014 byl rovněž za KDU-ČSL zvolen do zastupitelstva městské části Praha 3, přičemž ve volbách roku 2010 a 2014 to bylo v rámci koalice Žižkov (nejen) sobě. V letech 2012-2014 byl neuvolněným členem Rady MČ Praha 3 v rámci koalice TOP 09, ČSSD a Žižkov (nejen) sobě.
Ve volbách v roce 2002 byl zvolen do poslanecké sněmovny za KDU-ČSL, respektive za alianci US-DEU a KDU-ČSL pod názvem Koalice, (volební obvod Praha). Byl členem sněmovního ústavněprávního výboru, v letech 2003-2006 členem výboru pro sociální politiku a zdravotnictví. Ve sněmovně setrval do voleb v roce 2006.
V senátních volbách roku 2012 byl kandidátem KDU-ČSL za senátní obvod č. 29 - Litoměřice. Získal 3,62 % hlasů a nepostoupil do 2. kola.